# ذخیره‌گاه تاریخی هاپوپو / جی‌ام بارکر
ذخیره‌گاه تاریخی هاپوپو / جی‌ام بارکر یکی از سه ذخیره‌گاه تاریخی ملی در نیوزیلند است. این شهر در نزدیکی خلیج هانسون در انتهای شمال شرقی جزیره چاتهام، جزیره اصلی جزایر چاتهام، واقع شده است. این ذخیره‌گاه در سال ۱۹۷۹، پس از اهدا زمین توسط یک شرکت محلی، تأسیس شد. هدف از این اقدام، حفاظت از ۳۳ هکتار جنگل کُپی (درخت کاراکا یا Corynocarpus laevigatus) بود که شامل کنده‌کاری‌های درختی موروری، موسوم به موموری-راکائو (momori-rakau یا dendroglyph) می‌شود. در سال ۱۹۹۶، به‌دلیل اهمیت این مکان به‌عنوان نمادی از سنت‌های موروری، این منطقه به‌طور رسمی به‌عنوان یک ذخیره‌گاه تاریخی ملی به ثبت رسید.

## تاریخچه
هاپوپو در سال ۱۹۷۹ توسط شرکت بارکر برادرز (برادران و خواهران) به دولت نیوزیلند اهدا شد. این مکان یکی از سه منطقه حفاظت‌شده تاریخی ملی در نیوزیلند است. ذخیره‌گاه تاریخی هاپوپو نمادی از ارزش‌های عمیق فرهنگی و معنوی آن برای مردم موروری در رِکوهو (جزایر چاتهام) است. این مکان، یکی از معدود نشانه‌های برجای‌مانده از فرهنگ موروری پیش از تماس با اروپاییان را در خود جای داده—کنده‌کاری‌هایی درختی به‌نام موموری-راکائو که نیاکان، نمادهای طبیعی و روح جهان پیرامون را به تصویر می‌کشند.
موموری-راکائوها (momori rakau) از معدود نشانه‌های بازماندهٔ فرهنگ موروری پیش از تماس با اروپایی‌ها هستند. این کنده‌کاری‌ها تصاویری از کاراپونا (karapuna، نیاکان موروری) و نمادهای دنیای طبیعی—نظیر پاتیکی (ماهی کف‌شیر یا flounder) و هوپو (پرندهٔ آلباتروس)—را نمایش می‌دهند.
در بررسی‌ای در اواخر سال ۱۹۹۸، تعداد ۸۲ درخت دارای این کنده‌کاری‌ها ثبت شد. اما شمار این آثار به‌طور مداوم در حال کاهش است؛ دلایلی چون کهنسالی درختان میزبان، چرای دام، باد و—در سال‌های گذشته—برداشتن این کنده‌کاری‌ها توسط بازدیدکنندگان به‌عنوان یادگاری، موجب این روند شده‌اند.
در سال ۱۹۸۰، برای محافظت از کنده‌کاری‌های درختی (موموری-راکائو) در برابر چرای دام، اطراف ذخیره‌گاه حصارکشی شد—و این اقدام اکنون آثار احیای بسیار خوبی را نشان داده است.
در حال حاضر، وزارت حفاظت از منابع طبیعی نیوزیلند (DOC) و جامعهٔ موروری در حال برنامه‌ریزی برای اختصاص بخشی کوچک از این ذخیره‌گاه هستند تا هنرمندان موروری معاصر بتوانند نسل جدیدی از موموری-راکائو را خلق کنند.
بله، شرکت Barker Bros اخیراً بیشتر زمین‌های کشاورزی باقی‌ماندهٔ خود—از جمله زمین‌هایی که اطراف ذخیره‌گاه تاریخی هاپوپو را در بر می‌گیرند—را به اعتماد موروری هوکوتِهی (Hokotehi Moriori Trust) واگذار کرده است. این نهاد، سازمان رسمی و مورد تأیید برای مدیریت دارایی‌ها، خریدها و مذاکرات مربوط به مردم موروری است.
این بخش از تاریخ موروری، هم از نظر فرهنگی و هم از نظر حقوق معنوی، بسیار حساس و پرچالش است. در سال ۲۰۰۷، نویسنده‌ای به نام ریس ریچاردز کتابی با عنوان Manu Moriori: Human and Bird Carvings on Live Kopi Trees on the Chatham Islands منتشر کرد که در آن ادعا می‌کند بیشتر کنده‌کاری‌های موموری-راکائو پرندگان را به تصویر می‌کشند و نام جدیدی برای آن‌ها پیشنهاد می‌دهد: «مانو-موروری» (manu-moriori)، که می‌تواند به‌معنای «مردم پرنده» ترجمه شود.
اما نمایندگان رسمی موروری در جزیرهٔ چاتهام با انتشار و فروش این کتاب مخالف‌اند، چرا که آن را نمونه‌ای دیگر از بهره‌برداری مالی از حقوق فرهنگی و معنوی مردم موروری می‌دانند. آن‌ها تأکید دارند که خود را «مردم پرنده» نمی‌دانند، بلکه پیوندی عمیق و هم‌افزا با طبیعت پیرامون خود احساس می‌کنند.
جالب اینکه تنها نمونهٔ ثبت‌شده از کنده‌کاری درختی توسط یک موروری به دههٔ ۱۸۴۰ بازمی‌گردد، زمانی که مردی پس از دفن همسر و فرزند مقتولش در جزیرهٔ پیت، درختی را حکاکی کرد—و این نمونه نیز هیچ ارتباطی با پرندگان ندارد.